# Chanel Preston
Pour les articles homonymes, voir Preston.
Chanel Preston, née le 1er décembre 1985 à Fairbanks (Alaska), est une actrice pornographique américaine.

## Biographie
Chanel Preston a grandi en Alaska.
Elle était mannequin à Hawaii avant d’entrer dans l'industrie du film pour adultes en 2010, tournant sa première scène avec Nick Manning.
Elle a en outre été choisie pour la remise des récompenses pour les AVN Awards 2011 pour lesquels elle a été nommée dans 4 catégories. Elle est la Penthouse Pet de mars 2012.
Elle est Lara Croft dans la parodie Tomb Raider XXX: An Exquisite Films Parody en 2012.

## Distinctions

### Récompenses
- 2010 : NightMoves Award for Best New Starlet Editor’s Choice[3]
- 2010 : CAVR Award for Starlet of the Year[4]
- 2010 : XCritic.com - Best New Starlet[5]
- 2011 : XRCO Award Nouvelle starlette (New Starlet)[6]
- 2011 : XBIZ Award for New Starlet of the Year[7]
- 2014 : AVN Award Scène de sexe la plus scandaleuse pour Get My Belt[8]

### Nominations
- 2011 : AVN Award nomination for Best New Starlet[9].
- 2011 : AVN Award nomination for Best Couples Sex Scene - Fashion Fucks[9].
- 2011 : AVN Award nomination for Best Group Sex Scene - Speed[9].
- 2011 : AVN Award nomination for Most Outrageous Sex Scene - This Aint Avatar XXX 3D[9].

## Filmographie sélective

### Actrice
Le nom du film est suivi du nom de ses partenaires lors des scènes pornographiques.
- 2010 : This Ain't Avatar XXX avec Juelz Ventura, Misty Stone, Chris Johnson, Dale DaBone, Lexington Steele
- 2010 : Anal Stretch avec Melissa Ria et Sammie Rhodes
- 2011 : Women Seeking Women 69 avec India Summer
- 2011 : Butts 101 avec Carolyn Reese
- 2012 : Anal Invitation avec Manuel Ferrara
- 2012 : Lesbian Anal POV 2 avec Dana Vespoli
- 2013 : We Live Together.com 26 avec Ashley Fires et Sammie Rhodes
- 2013 : Belladonna: No Warning 8 avec Dani Jensen
- 2014 : Me and My Girlfriend 7 avec Kortney Kane
- 2014 : Molly's Life 22 avec Molly Cavalli
- 2014 : We Live Together.com 35 avec Malena Morgan
- 2014 : Mother-Daughter Exchange Club 36 avec Scarlet Red
- 2014 : Les secrets d'Eve
- 2015 : Cheer Squad Sleepovers Episode 12 avec Eva Lovia (scène 1) ; avec Mercedes Carrera (scène 3)
- 2016 : Cheer Squad Sleepovers Episode 16 avec Cece Capella
- 2016 : Girls Kissing Girls 19 avec Marley Brinx
- 2016 : Vilaines Pensées
- 2016 : Women Seeking Women 131 avec Merdedes Carrera
- 2016 : Lesbian Seductions: Older/Younger 57 avec Blair Williams
- 2017 : Girls Kissing Girls 20 avec Dana Vespoli
- 2017 : Lesbian Adventures: Strap-On Specialists 11 avec Veruca James
- 2018 : Mother-Daughter Exchange Club 51 avec Scarlett Sage
- 2018 : Women Seeking Women 155 avec Eliza Ibarra
- 2018 : Lesbian Seductions: Older/Younger 64 avec Milana May
- 2019 : Women Seeking Women 163 avec Penny Pax
- 2019 : Girls Kissing Girls 23 avec Honey Gold
- 2019 : Mother-Daughter Exchange Club 58 avec Lacy Lennon
- 2019 : Killer Wives avec Kaylani Lei
- 2019 : My Office Romance avec Jake Adams
- 2019 : Lesbian Superstars avec Dana DeArmond
- 2019 : Doctor's Orders Vol.3 avec Veruca James et Danny D
- 2019 : Delicious Little Lies avec Johnny Castle et Ryan Driller (scène 1) ; avec Ike Diezel (scène 4)
- 2019 : Mr. Anal 28 avec Chris Strokes
- 2019 : Untreatable avec Xander Corvus et Kendra Spade
- 2019 : Axel Braun's Sole Mates avec Seth Gamble
- 2019 : The Mistress Vol. 4 avec Derrick Pierce
- 2019 : Overprotective avec Dana DeArmond et Kendra James
- 2019 : Lauren Phillips & Her Girlfriends avec Lauren Phillips
- 2019 : Mom Knows Best 15 avec Whitney Wright
- 2019 : Big Toys For Small Girls 2
- 2019 : Ultimate Fantasy Service avec Karma RX
- 2020 : Unfaithful To Me avec Tommy Pistol et Gianna Dior
- 2020 : Wet & Messy avec Dana DeArmond
- 2020 : TS Love Stories Vol. 5 avec Lena Kelly
- 2020 : Slippery When Wet 5 avec Danny Mountain
- 2020 : She's My Daddy avec Tiffany Watson
- 2020 : The Right Hole avec Penny Pax
- 2020 : Complimentary Massage avec Codey Steele
- 2020 : Keep Your Family Close avec Charles Dera et Whitney Wright
- 2020 : Craving Her Touch avec Robby Echo
- 2020 : RK Prime 23 avec Hannah Hays et Mick Blue
- 2020 : The Smut Peddlers avec Casey Kisses
- 2020 : Mom Knows Best 19 avec Anny Aurora

#### Réalisatrice[10]
- 2015 : Chanel Movie One
- 2015 : Smoke
- 2015 : Too Pretty For Porn
- 2015 : All In Your Head
- 2016 : James Deen Productions: 4-Pack (co-réalisé avec James Deen)